# Забродзе (Сілезьке воєводство)
Забродзе (пол. Zabrodzie) — село в Польщі, у гміні Жарновець Заверцянського повіту Сілезького воєводства.
Населення — 121 особа (2011).
У 1975-1998 роках село належало до Катовицького воєводства.

## Демографія
Демографічна структура станом на 31 березня 2011 року:
|          | Загалом | Допрацездатний вік | Працездатний вік | Постпрацездатний вік |
| -------- | ------- | ------------------ | ---------------- | -------------------- |
| Чоловіки | 65      | 12                 | 43               | 10                   |
| Жінки    | 56      | 9                  | 27               | 20                   |
| Разом    | 121     | 21                 | 70               | 30                   |